# فریسا
فریسا (به ایتالیایی: Frisa) یک کومونه در ایتالیا است که در استان کییتی واقع شده‌است.

## خصوصیات
فریسا ۱۱ کیلومترمربع مساحت و ۱٬۹۴۰ نفر جمعیت دارد و ۲۳۷ متر بالاتر از سطح دریا واقع شده‌است.